# Rivière à l'Eau Froide
Rivière à l'Eau Froide är ett vattendrag i Kanada.   Det ligger i provinsen Québec, i den östra delen av landet, 800 km norr om huvudstaden Ottawa.
Omgivningarna runt Rivière à l'Eau Froide är i huvudsak ett öppet busklandskap. Trakten runt Rivière à l'Eau Froide är nära nog obefolkad, med mindre än två invånare per kvadratkilometer.